# International Rescue Committee
Das International Rescue Committee (IRC) ist eine internationale Nichtregierungsorganisation, die in den Bereichen humanitäre Hilfe und Entwicklungszusammenarbeit tätig ist. Die Organisation wurde im Jahre 1933 als International Relief Association auf Anregung von Albert Einstein gegründet. Nach dem Zusammenschluss mit dem Emergency Rescue Committee änderte sie schließlich 1942 ihren Namen in International Rescue Committee.
IRC leistet Soforthilfe und langfristige Unterstützung für Menschen, die durch Krieg, Verfolgung oder Naturkatastrophen vertrieben wurden. Die Organisation ist mit mehr als 24.000 Mitarbeitenden in über 40 Ländern und Gebieten weltweit tätig, darunter Ukraine, Gaza und Sudan. Im Jahr 2023 erreichte IRC mehr als 34,5 Millionen Menschen weltweit mit Programmarbeit in den Bereichen Gesundheit, Bildung, Wirtschaftliche Unabhängigkeit, Schutz und Selbstbestimmung. Darüber hinaus unterstützte IRC im Jahr 2022 über 300.000 Klientinnen und Klienten in den USA und Europa mit Asyl- und Schutzprogrammen.

## Organisation

### Gründung und Anfänge von IRC
Die International Relief Association wurde 1931 in Deutschland von zwei linken Gruppierungen gegründet, der Kommunistischen Partei-Opposition (KPD-O/KPO) und der Sozialistischen Arbeiterpartei Deutschlands (SAP). Ihr Ziel war es, Opfern von staatlicher Unterdrückung und Verfolgung zu helfen. Nach der Machtübernahme der Nazis im Jahr 1933 verlegte die Organisation ihren Sitz nach Paris.
Jay Lovestone, der frühere Vorsitzende der Kommunistischen Partei der USA, gründete 1933 eine amerikanische Abteilung der International Relief Association. Im Juli 1933 schlossen sich Albert Einstein und über 50 weitere berühmte amerikanische Intellektuelle, Künstler und Künstlerinnen, geistliche Personen und Politiker wie Politikerinnen sich ihm an. Ihr Ziel war es, Deutschen zu helfen, die unter Adolf Hitlers Regierung litten – insbesondere den Anhängern der „rechten Opposition“. Später wurden auch Geflüchtete aus Italien unter Mussolini und Spanien unter Franco unterstützt.

Im Juni 1940 erlangten die Nationalsozialisten die Macht über Paris, wodurch viele Menschen in den südlichen Teil Frankreichs flohen. Diese Ereignisse lösten eine große Migrationsbewegung aus. Das Emergency Rescue Committee (ERC) wurde daraufhin gegründet, um europäischen Geflüchteten zu helfen, aus Vichy-Frankreich zu entkommen. ERC-Mitbegründer Varian Fry kam ein paar Wochen nach dem Frankreichfeldzug nach Marseille und stellte dort ein kleines Team zusammen. Dessen Mission war es, berühmte europäische Künstler und Künstlerinnen, Schriftsteller und Schriftstellerinnen und Intellektuelle zu retten, die in das Land geflohen waren und auf der Liste der meistgesuchten Personen der Nazis standen.

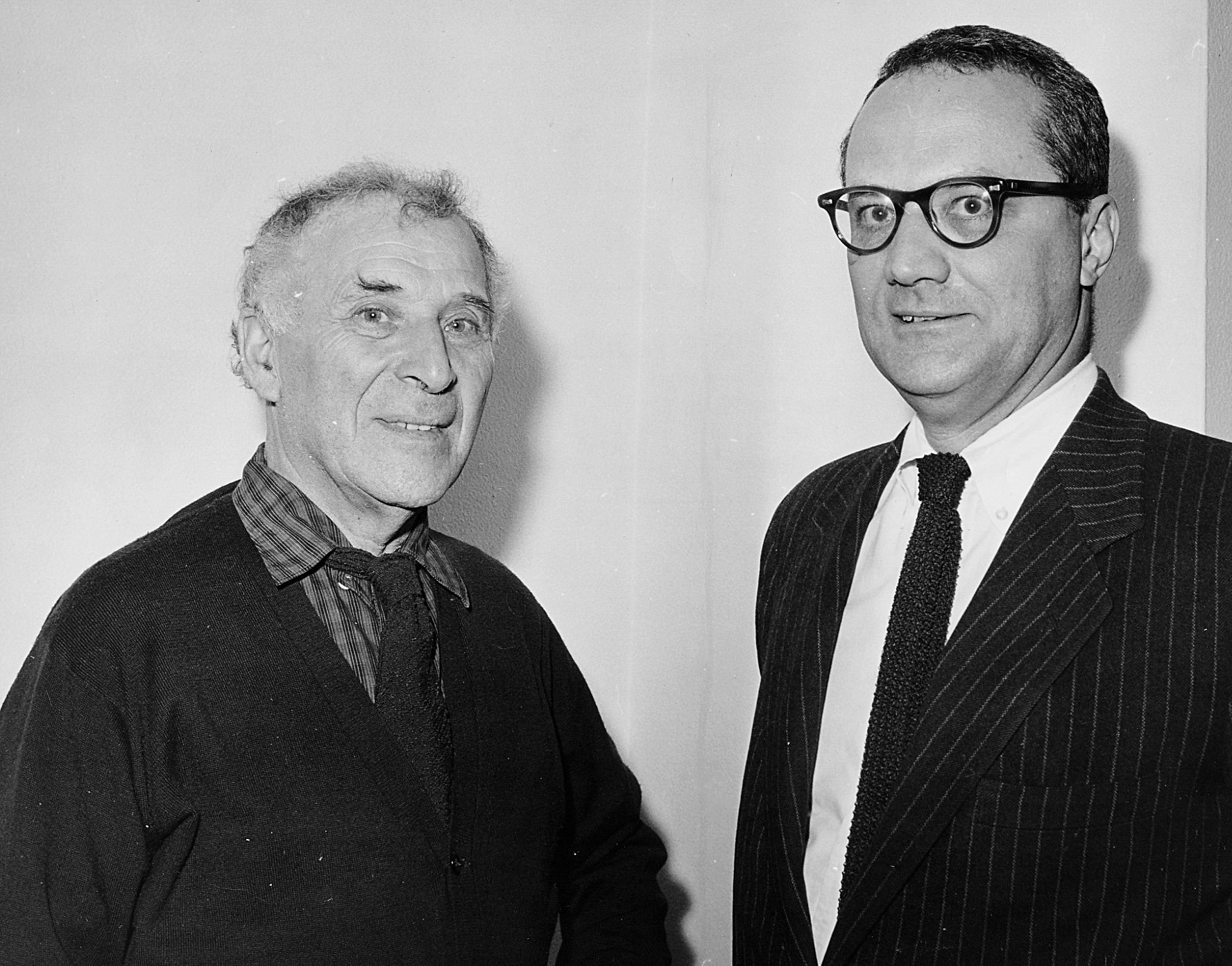
Varian Fry (rechts) und Marc Chagall (links). Das ERC half dem von den Nazis verfolgten Marc Chagall, in die Vereinigten Staaten zu fliehen.

Sie halfen ihnen dabei, vor dem Vichy-Regime und den Nazis in die USA und andere Länder zu fliehen. Über 2000 politische, kulturelle, gewerkschaftliche und akademische Führungspersonen wurden in nur 13 Monaten gerettet. Unter ihnen war auch einer der bedeutendsten Maler des 20. Jahrhunderts, der russisch-französischen Künstler Marc Chagall.
1942, nach dem Eintritt der Vereinigten Staaten in den Zweiten Weltkrieg, schlossen sich International Relief Association (IRA) und Emergency Rescue Committee (ERC) unter dem Namen International Relief and Rescue Committee zusammen, welches später zu International Rescue Committee wurde.

### Chronologie der Arbeit von IRC weltweit

#### 1940er Jahre
Im Jahr 1945, zum Ende des Zweiten Weltkriegs, initiierte IRC Nothilfeprogramme, richtete Krankenhäuser und Kinderzentren ein und unterstützte Geflüchtete beim Resettlement in Europa.  Mit der Öffnung des Eisernen Vorhangs im Jahr 1946 startete IRC ein Resettlement-Programm für osteuropäische Geflüchtete, das bis zum Ende des Kalten Krieges weitergeführt wurde.

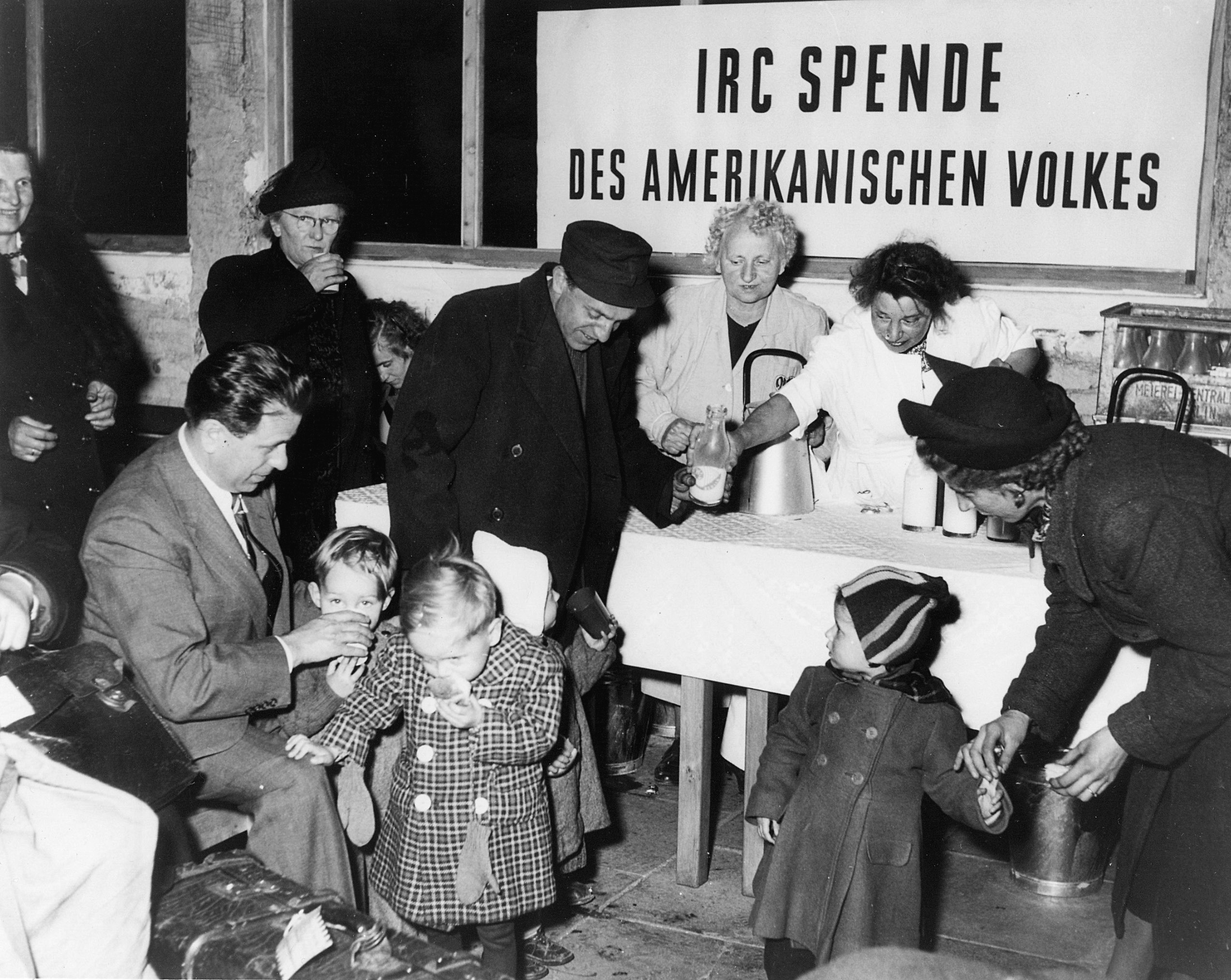
1950 weitete IRC die Hilfsmaßnahmen in Europa mit dem Projekt „Berlin“ aus. Das Projekt versorgte die Menschen in Ost-Berlin mit Lebensmitteln.

#### 1950er Jahre
1951 wurde Leo Cherne zum Vorsitzenden von IRC gewählt, er war bereits seit 1946 Mitglied des IRC-Vorstands. Er übte das Amt insgesamt 40 Jahre lang aus.
In den 1950er Jahren führte IRC Hilfs- und Umsiedlungs-Programmen für Geflüchtete fort, vor allem für Vertriebene des Indochinakriegs zwischen Frankreich und Vietnam sowie nach der Niederschlagung des Ungarischen Volksaufstands durch sowjetische Streitkräfte. Als die sowjetische Rote Armee in Budapest einrückte und 200.000 ungarische Geflüchtete nach Österreich flohen, richtete IRC dort Aufnahmestellen ein und leistete als erste amerikanische Organisation Hilfe nach den Angriffen.
Laut dem Historiker Eric Thomas Chester war IRC maßgeblich an der Gründung von zwei wichtigen Lobbygruppen in Washington beteiligt, die Südvietnam unterstützten: die American Friends of Vietnam und deren Nachfolger Citizens Committee for Peace with Freedom in Vietnam.

#### 1960er Jahre
1960 startete IRC ein Resettlement-Programm für Menschen, die vor der Diktatur Castros in Kuba und dem Duvalier Regime in Haiti flohen. 1962 weitete IRC die Arbeit auf den afrikanischen Kontinent aus, als 200.000 Menschen aus Angola nach Zaire (heute die Demokratische Republik Kongo) fliehen mussten. In diesem Jahr begann IRC auch Chinesen und Chinesinnen dabei zu unterstützen, von Festlandchina aus nach Hongkong zu fliehen.

#### 1970er Jahre
In den 1970er Jahren war IRC weltweit aktiv und unterstützte Menschen, die vor Konflikten und Unterdrückung in Indien, Chile, Paraguay, Uruguay, Guatemala, Kambodscha, Laos, Vietnam, Uganda und der Sowjetunion flohen. Nach dem Ende des Vietnamkriegs 1975 übernahm IRC eine führende Rolle im größten Resettlement-Programm in der Geschichte der USA.

#### 1980er Jahre
Zu Beginn der 80er Jahre startete IRC Nothilfeprogramme für afghanische Geflüchtete, die nach Pakistan fliehen mussten. Acht Jahre später leitete IRC Wiedereingliederungsmaßnahmen in den Gemeinden Afghanistans für zehntausende Rückkehrende ein. Während des Krieges 1982 in Libanon unterstützte IRC palästinensische und libanesische Geflüchtete.
Die Organisation Spanish Refugee Aid, die Überlebende des Spanischen Bürgerkriegs in Frankreich unterstützte, wurde 1984 Teil von IRC. Im selben Jahr initiierte IRC Projekte in den Bereichen Gesundheit und Gemeindeentwicklung in El Salvador für Vertriebene des Bürgerkriegs.
In Partnerschaft mit der polnischen Gewerkschaft Solidarność startete IRC 1987 ein Gesundheitsprogramm in Polen. Hilfsprogramme zur Unterstützung mosambikanischer Geflüchteter in Malawi liefen ebenfalls im Jahr 1987 an. Acht Jahre später war IRC vor Ort in Mosambik tätig und half den Menschen bei der Rückkehr in ihr Heimatland.
1989 wurde die Women’s Commission for Refugee Women and Children (deutsch: Frauenflüchtlingskommission) von IRC als Tochterorganisation gegründet. Diese setzt sich für die Rechte und Interessen geflüchteter Frauen und Kinder ein, welche 80 % der Geflüchteten auf der Welt ausmachen. Die Organisation änderte ihren Namen zu Women’s Refugee Commission im Jahr 2009.

#### 1990er Jahre
Nach dem ersten Golfkrieg kam IRC hunderttausenden kurdischen Geflüchteten zu Hilfe, die vor dem Regime Saddam Husseins geflohen waren. 1992 begann IRC die Arbeit im ehemaligen Jugoslawien und unterstützte zunächst Menschen beim Umgang mit den Folgen der ethnischen Säuberungen in Bosnien und Herzegowina. Später initiierte die Organisation Wiedereingliederungsprogramme für Gemeinden in Bosnien.
Im Jahr 1994 wurde das Chanin Building in Midtown Manhattan, New York zum Hauptsitz IRCs. Im selben Jahr startete IRC Nothilfeprogramme in Tansania und Zaire (heute die Demokratische Republik Kongo), um Geflüchteten zu helfen, die vor dem Völkermord und Bürgerkrieg in Ruanda fliehen mussten.
IRC begann die Arbeit in Kosovo im Jahr 1997 und baute diese 1999 weiter aus, um den Bedarfen der kosovarischen Geflüchteten in Mazedonien, Albanien, Montenegro und Bosnien entgegenzukommen. Außerdem eröffnete IRC im Jahr 1997 ein Büro in Großbritannien.
Im Jahr 1999 startete IRC Nothilfemaßnahmen in Osttimor.

#### Seit 2000
Im Jahr 2000 startete das IRC Programme für tschetschenische Geflüchtete, die vor den Kämpfen zwischen den russischen Streitkräften und der Tschetschenische Republik Itschkerien flohen. Dazu gehörte die Bereitstellung von Notunterkünften, sanitäre Einrichtungen sowie Bildungsprogramme.
Nach den Anschlägen vom 11. September 2001 startete IRC eine Kampagne, um die Beschränkung beim Resettlement von Geflüchteten durch die US-Regierung rückgängig zu machen.
Seit 2003 ist IRC auch in Irak aktiv, wenn auch mit zeitlichen Unterbrechungen.
Im Jahr 2013 wurde der frühere britische Außenminister David Miliband Präsident und CEO von IRC.
Seit 2016 ist IRC auch in Deutschland vertreten. Im Austausch mit Politik, staatlichen und zivilgesellschaftlichen Institutionen, privaten Partnern und der Öffentlichkeit gestaltet IRC Deutschland Projekte in allen 16 Bundesländern. In der Programmarbeit in Deutschland liegen die Schwerpunkte in den Bereichen Bildung, Schutz und Teilhabe sowie Schutz und Rechtsberatung und Beruf und Orientierung.

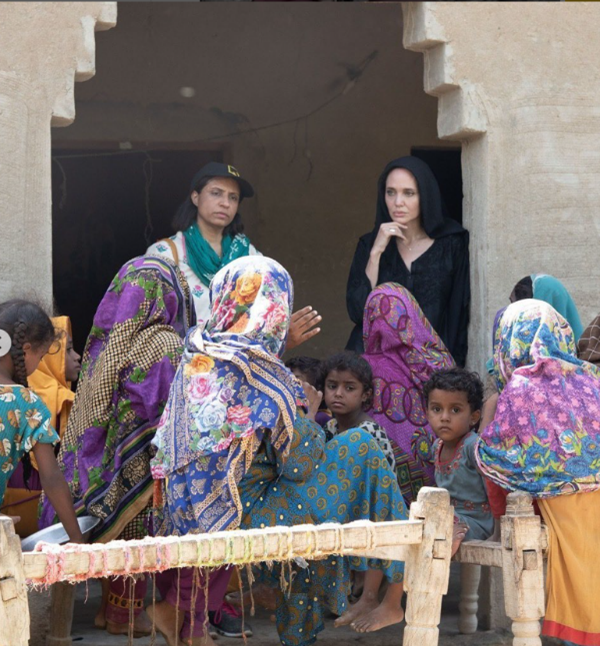
Angelina Jolie besucht das IRC-Nothilfeprogramm in Pakistan und spricht mit den von den Überschwemmungen betroffenen Menschen, September 2022.

Seit dem russischen Überfall auf die Ukraine im Februar 2022 unterstützt IRC ukrainische Geflüchtete und Zivilisten sowohl im Ausland als auch innerhalb der Ukraine. Gemeinsam mit Partnern werden IRC-Angaben zufolge mobile Gesundheitsteams entsendet, Hilfsgüter (z. B. Gasöfen, Decken, Wasser) verteilt sowie humanitäre Bargeldhilfe sowie Unterstützung beim Ankommen und Wiederaufbau einer neuen Existenz in Nachbarländern geleistet.